# Eupithecia pauxillata
Eupithecia pauxillata är en fjärilsart som beskrevs av Paul Mabille 1872. Eupithecia pauxillata ingår i släktet Eupithecia och familjen mätare. Inga underarter finns listade i Catalogue of Life.